# Галло, Нунцио
Ну́нцио Га́лло (итал. Nunzio Gallo; 25 марта 1928, Неаполь — 22 февраля 2008, Телезе-Терме, Кампания) — итальянский певец и актёр. Представитель Италии на конкурсе песни «Евровидение-1957».

## Биография
Родился 25 марта 1928 года в Неаполе.

### Актёрская карьера
В 1954 году впервые снялся в фильме «Tarantella napoletana». За всю свою карьеру, он снялся в более чем 20 фильмах.

### «Фестиваль в Сан-Ремо» и «Евровидение»
В 1957 году стал победителем на фестивале в Сан-Ремо с песней «Corde della mia chitarra», чтобы представить Италию на втором конкурсе песни «Евровидение», проходившем в немецком Франкфурте-на-Майне, где он занял шестое место с 7 баллами. Его песня оказалась самой длинной за всю историю конкурса — 5 минут и 9 секунд.

### Смерть
Скончался 22 февраля 2008 года в Телезе-Терме после тяжелого внутримозгового кровоизлияния, перенесенного ранее, не дожив месяц и три дня до своего 80-летия.

## Личная жизнь
- Жена (1959—2008): Бьянка Мария Галло-Варриале, актриса.
  - Сын — Джанфранко Галло (род. 1961), актёр.
  - Сын — Массимилиано Галло (род. 1968), актёр и певец.
    - Внучка — Джулия Галло (род. 2003).
    - Внучка — Артемизия Галло (род. 2024).

  - Сын — Дженнаро Галло.
  - Дочь — Лоредана Галло-ди Дженнаро.
    - Внук — Джанлука ди Дженнаро (род. 1990), актёр.
      - Правнук — Габриэль ди Дженнаро.

## Дискография

### Синглы
- 1956 — «Mamma»
- 1957 — «A vent’anni e sempre festa»
- 1957 — «Addio sogni di gloria»
- 1957 — «Campagnò»
- 1957 — «Canzone appassionata»
- 1957 — «Corde della mia chitarra» (сольно и совместно с Клаудио Виллой)
- 1957 — «L'ultimo raggio 'e luna»
- 1957 — «Malafemmena»
- 1957 — «Motori e lavoro»
- 1957 — «Napule e Surriento»
- 1957 — «Non ti ricordi più?» (совместо с Джино Латиллой)
- 1957 — «Palummella»
- 1957 — «Per una volta ancora» (совместно с Карлой Бони)
- 1957 — «Santa Lucia lontana»
- 1957 — «Spatella Argiento»
- 1957 — «Te lasso»
- 1957 — «Tu sì tutto pe' mme»
- 1957 — «Vecchia Roma»
- 1958 — «Core 'e scugnizzo»
- 1958 — «Il bacio del sole (Don Vesuvio)»
- 1958 — «Vurria» (совместно с Аурелио Фиерро)
- 1959 — «Della Speranze»
- 1959 — «I cavalieri del diavolo»
- 1962 — «Inventiamo la vita» (совместно с Рокко Монтаной)
- 1962 — «L’ultimo pezzo di terra» (совместно с Бруной Лелли)

## Фильмография
- 1953 — «Tarantella napoletana»
- 1955 — «La rossa»
- 1955 — «Suor Maria»
- 1957 — «A vent'anni è sempre festa»
- 1957 — «Malafemmena»
- 1957 — «Non cantare... baciami!»
- 1958 — «Non sono più Guaglione»
- 1959 — «Arriva la banda»
- 1959 — «I cavalieri del diavolo»
- 1960 — «Los dos rivales»
- 1963 — «Urlo contro melodia nel Cantagiro '63»
- 1967 — «Totò a Napoli»
- 1973 — «Il figlioccio del padrino»
- 1978 — «L'ultimo guappo»
- 1978 — «Неаполитанская серенада девятого калибра»
- 1979 — «Il mammasantissima»
- 1979 — «Lo scugnizzo»
- 1979 — «Контрабандисты из Санта Лючии»
- 1980 — «Napoli storia d'amore e di vendetta»
- 1984 — «Desiderio»
- 1984 — «Il motorino»
- 1984 — «Так говорил Беллависта»
- 1986 — «L'ombra nera del Vesuvio»
- 1990 — «Aspettando Sanremo»
- 1993 — «Pacco, doppio pacco e contropaccotto»
- 2005 — «La guerra di Mario»